# Oleh Blokhín
Oleh Volodímirovitx Blokhín (nom ucraïnès, Олег Володимирович Блохін), també conegut com a Oleg Blokhín (en rus) o Oleg Blokhine (5 de novembre, 1952), fou un futbolista, entrenador de futbol i polític ucraïnès, d'ascendència ucraïnesa per part de mare i russa per part de pare.
Jugà la major part de la seva vida al Dynamo Kiev, on fou el màxim golejador del campionat de l'URSS de tots els temps amb 211 gols, i el jugador amb més partits disputats amb un total de 432. Fou 8 cops campió de lliga i dos de la Recopa (1975 i 1986). En els darrers anys de la seva carrera va jugar a Àustria, al Vorwärts Steyr, i a Xipre, a l'Aris.
És el futbolista que més partits ha disputat amb la selecció soviètica (112) i que més gols ha marcat (42). Ha disputat els Mundials de 1982 i 1986. Fou escollit Pilota d'Or europeu el 1975.
Com a entrenador ha dirigit diversos clubs grecs: Olimpiakos, AEK, PAOK i Ionikos, a més de dirigir la selecció ucraïnesa. El 2007 fou nomenat entrenador del FC Moscou.
L'any 2002 fou escollit al parlament ucraïnès. Des de l'octubre del mateix any pertany al Partit Democràtic Social Unit d'Ucraïna.

## Distincions individuals
- Pilota d'Or: 1975

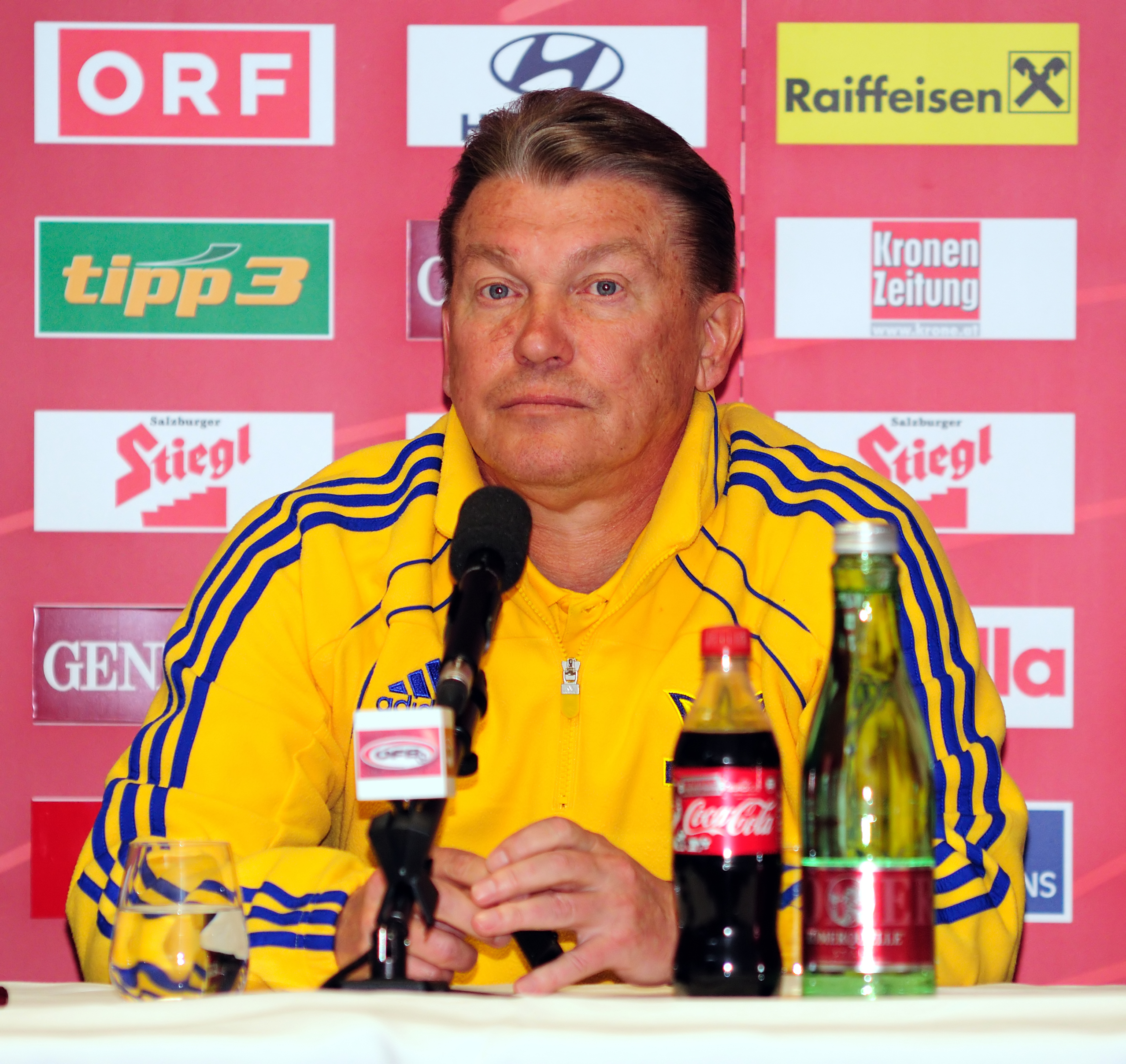
Oleh Blokhín

- Futbolista soviètic de l'any: 1973, 1974, 1975
- Futbolista ucraïnès de l'any: 1972, 1973, 1974, 1975, 1976, 1977, 1978, 1980, 1981
- Màxim golejador de la lliga soviètica de futbol: 1972, 1973, 1974, 1975, 1977
- Golden Player d'Ucraïna[4]